# 5792 Unstrut
5792 Unstrut (1964 BF) là một tiểu hành tinh vành đai chính được phát hiện ngày 18 tháng 1 năm 1964 bởi F. Borngen ở Tautenburg.